# Janina Strelow

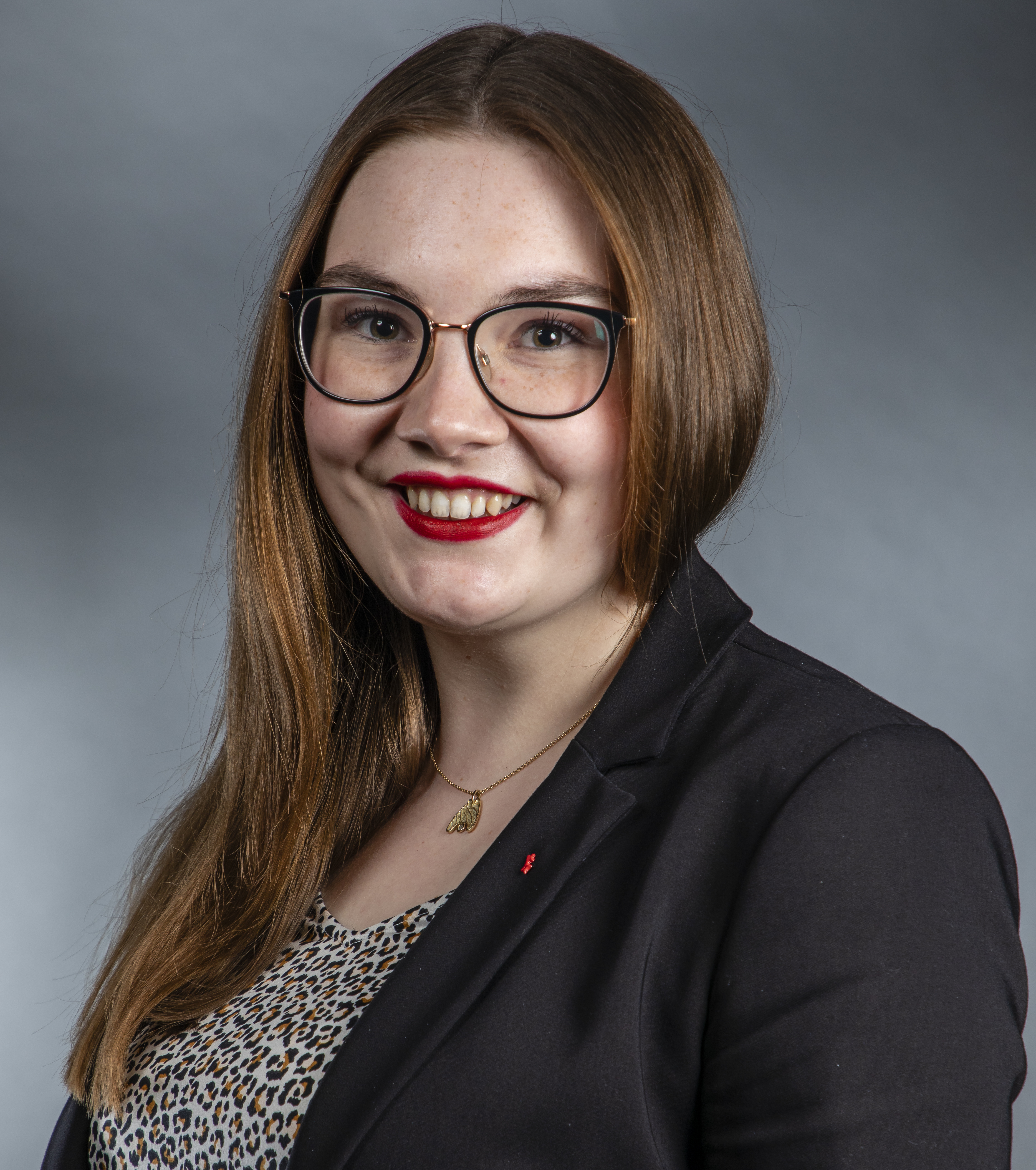
Janina Strelow (2019)

Janina Strelow (* 13. Februar 1996 in Bremerhaven als Janina Brünjes) ist eine deutsche Politikerin der SPD. Sie ist seit 2019 Mitglied der Bremischen Bürgerschaft.

## Biografie

### Ausbildung und Beruf
Strelow machte ihr Abitur an dem Lloyd-Gymnasium Bremerhaven. Sie studierte danach Politikwissenschaften an der Universität Bremen mit dem Abschluss Bachelor of Arts und belegte den Masterstudiengang Governance.

### Politik
Strelow ist seit 2013 Mitglied der SPD im SPD-Ortsverein Bremerhaven-Mitte und war dort stellvertretende Vorsitzende. Sie war außerdem von 2017 bis 2019 Jusos-Vorsitzende in Bremerhaven und von 2016 bis 2018 im geschäftsführenden Vorstand der Jusos im Land Bremen. 

Seit April 2018 ist Strelow stellvertretende Vorsitzende des SPD-Unterbezirks Bremerhaven. 2018 wurde sie von der SPD Bremerhaven auf Listenplatz 2 der Bremerhavener Liste zur Bremischen Bürgerschaftswahl gewählt und errang bei der Wahl im Mai 2019 ein Mandat. Sie ist Mitglied im Vorstand der SPD-Fraktion in der Bremischen Bürgerschaft.

Sie ist hier als Mitglied in folgenden Gremien vertreten:
- Ausschuss für Wissenschaft, Medien, Datenschutz und Informationsfreiheit
- Klimaschutz-Enquetekommission
- Petitionsausschuss (Land)
- Deputation für Klima, Umwelt, Landwirtschaft und Tierschutz
- Deputation für Sport
- Deputation für Wirtschaft und Arbeit:

Sie ist aktuell stellv. Fraktionsvorsitzende und Sprecherin für Wissenschaft und Forschung der SPD-Fraktion.